# Torricella del Pizzo
Torricella del Pizzo (lombardul: Turesela) település Olaszországban, Lombardia régióban, Cremona megyében. Lakosainak száma 554 fő (2023. január 1.). Torricella del Pizzo Gussola, Roccabianca, Scandolara Ravara, Sissa Trecasali és Motta Baluffi községekkel határos.

## Népesség
A település lakossága az elmúlt években az alábbi módon változott:
| Lakosok száma | 655  | 594  | 589  | 554  |
|               | 2013 | 2017 | 2018 | 2023 |